# TOブックス
株式会社TOブックス（ティーオーブックス、英: TO BOOKS, Inc.）は、日本の出版社。

## 歴史
2014年5月、ティー・オーエンタテインメントから分社設立。2021年、東京都渋谷区神泉町にレンタルスタジオ「TO渋谷スタジオ」をオープン。2022年4月には分社元のティー・オーエンタテインメントを吸収合併することを決議したが、後に中止となった。
沖縄県那覇市に沖縄支社を、東京都渋谷区神泉町にカフェ「Cafe Friends（カフェフレンズ）」及びレンタルスタジオ「TO渋谷スタジオ」を構える。

## 主な作品

### 書籍

#### 小説
- TOブックス

- TOジュニア文庫
  - 本好きの下剋上
  - おかしな転生
  - ティアムーン帝国物語〜断頭台から始まる、姫の転生逆転ストーリー〜
  - 最弱テイマーはゴミ拾いの旅を始めました。
  - 出来損ないと呼ばれた元英雄は、実家から追放されたので好き勝手に生きることにした
  - 白豚貴族ですが前世の記憶が生えたのでひよこな弟育てます
  - 水属性の魔法使い

#### コミック
- コロナ・コミックス
  - 本好きの下剋上
  - おかしな転生
  - ティアムーン帝国物語〜断頭台から始まる、姫の転生逆転ストーリー〜
  - 淡海乃海 水面が揺れる時
  - 穏やか貴族の休暇のすすめ。
  - 最弱テイマーはゴミ拾いの旅を始めました。
  - 出来損ないと呼ばれた元英雄は、実家から追放されたので好き勝手に生きることにした
  - 没落予定の貴族だけど、暇だったから魔法を極めてみた
  - 恋した人は、妹の代わりに死んでくれと言った。

#### コレクション情報誌
- gap COLLECTIONS ※書籍扱い
- gap PRESS ※書籍扱い

## メディア化作品
※TOブックスのメディア化作品のみ掲載。

### ドラマCD
- 本好きの下剋上
- おかしな転生
- 穏やか貴族の休暇のすすめ。
- 淡海乃海 水面が揺れる時
- ティアムーン帝国物語〜断頭台から始まる、姫の転生逆転ストーリー〜
- 新しいゲーム始めました。〜使命もないのに最強です?〜
- 最弱テイマーはゴミ拾いの旅を始めました。
- 悪役令嬢ですが攻略対象の様子が異常すぎる
- バッドエンド目前のヒロインに転生した私、今世では恋愛するつもりがチートな兄が離してくれません!?
- 白豚貴族ですが前世の記憶が生えたのでひよこな弟育てます
- 恋した人は、妹の代わりに死んでくれと言った。
- 悪党一家の愛娘、転生先も乙女ゲームの極道令嬢でした。

### オーディオブック
- 本好きの下剋上
- 穏やか貴族の休暇のすすめ。
- 新しいゲーム始めました。～使命もないのに最強です？～
- おかしな転生
- ティアムーン帝国物語〜断頭台から始まる、姫の転生逆転ストーリー〜
- 恋した人は、妹の代わりに死んでくれと言った。
- 最後の医者は雨上がりの空に君を願う

### 舞台
| タイトル | 年                                                              | 備考 |
| --- | --------------------------------------------------------------- | ---- |
| 異世界で孤児院を開いたけど、なぜか誰一人巣立とうとしない件 | 2019年（第1弾） 2020年（第2弾）                                 |      |
| 魔術士オーフェン はぐれ旅（第1弾） 魔術士オーフェン はぐれ旅-牙の塔編-（第2弾） | 2019年（第1弾・第2弾）                                          |      |
| 淡海乃海ー現世を生き抜くことが業なればー（第1弾・初演） 淡海乃海ー声無き者の歌をこそ聴けー（第2弾） 淡海乃海 ー現世を生き抜くことが業なればー（第3弾・再演） 淡海乃海 ー天下静謐の雫となりてー（第4弾） | 2020年（第1弾） 2021年（第2弾） 2022年（第3弾） 2024年（第4弾） |      |
| 三学演義～〝三国志″教育プログラムが導入された学校で三国統一を目指します！～ | 2020年                                                          |      |
| ティアムーン帝国物語 THE STAGE（第1弾) ティアムーン帝国物語 THE STAGE II（第2弾） ティアムーン帝国物語〜断頭台（ギロチン）姫on the stage〜（第3弾）                                                     | 2020年（第1弾） 2021年（第2弾） 2023年（第3弾）                 |      |
| おかしな転生-おいしい笑顔の作り方-（第1弾) おかしな転生 -アップルパイは笑顔とともに-（第2弾） | 2020年（第1弾） 2023年（第2弾）                                 |      |
| 悪役令嬢ですが攻略対象の様子が異常すぎる 異禄Side：R | 2022年                                                          |      |
| 白豚貴族ですが前世の記憶が生えたのでひよこな弟育てます | 2020年（第1弾） 2023年（第2弾） 2025年（第3弾）                 |      |
| 穏やか貴族の休暇のすすめ。～新迷宮と貴婦人の結婚〜（第1弾） 穏やか貴族の休暇のすすめ。2 〜とある料理人の野望〜（第2弾）                                                                                 | 2023年（第1弾・第2弾）                                          |      |
| 出来損ないと呼ばれた元英雄は、実家から追放されたので好き勝手に生きることにした | 2024年                                                          |      |
| 本好きの下剋上〜司書になるためには手段を選んでいられません〜（ミュージカル） | 2024年                                                          |      |
| バッドエンド目前のヒロインに転生した私、今世では恋愛するつもりがチートな兄が離してくれません!? | 2024年                                                          |      |
| 断罪された悪役令嬢は、逆行して完璧な悪女を目指す | 2025年                                                          |      |

### アニメ
| タイトル                                                                                 | 年                                           | 制作元請                            | 備考     |
| ---------------------------------------------------------------------------------------- | -------------------------------------------- | ----------------------------------- | -------- |
| 本好きの下剋上 司書になるためには手段を選んでいられません                                | 2019年（1期） 2020年（2期） 2022年（3期）    | 亜細亜堂                            |          |
| 魔術士オーフェンはぐれ旅                                                                 | 2020年（1期） 2021年（2期） 2023年（3・4期） | スタジオディーン                    | [ 注 1 ] |
| おかしな転生                                                                             | 2023年                                       | SynergySP                           |          |
| ティアムーン帝国物語〜断頭台から始まる、姫の転生逆転ストーリー〜                         | 2023年                                       | SILVER LINK.                        |          |
| 最弱テイマーはゴミ拾いの旅を始めました。                                                 | 2024年                                       | STUDIO MASSKET                      |          |
| 出来損ないと呼ばれた元英雄は、実家から追放されたので好き勝手に生きることにした           | 2024年                                       | スタジオディーン マーヴィージャック |          |
| 没落予定の貴族だけど、暇だったから魔法を極めてみた                                       | 2025年                                       | スタジオディーン マーヴィージャック |          |
| 白豚貴族ですが前世の記憶が生えたのでひよこな弟育てます                                   | 2025年                                       | スタジオコメット                    |          |
| 水属性の魔法使い                                                                         | 2025年                                       | 颱風グラフィックス Wonderland       |          |
| 穏やか貴族の休暇のすすめ。                                                               | 2026年                                       | SynergySP                           |          |
| 乙女ゲームのヒロインで最強サバイバル                                                     | 未公表                                       | 未公表                              |          |
| ヒロイン?聖女?いいえ、オールワークスメイドです（誇）!                                    | 未公表                                       | EMTスクエアード                     |          |
| 欠けた月のメルセデス～吸血鬼の貴族に転生したけど捨てられそうなのでダンジョンを制覇する～ | 未公表                                       | 未公表                              |          |

## 参加した作品

### 実写映画
2011年
- くノ一忍法帖 影ノ月（配給）
- 子どもたちの夏 チェルノブイリと福島（配給）

2012年
- 冴え冴えてなほ滑稽な月（配給）
- キラーモーテル（配給）
- ローン・チャレンジャー（配給）
- 岸部町奇談　探訪編（配給）
- 女子大生怪奇倶楽部（配給）

2013年
- アブダクティ（配給）

2014年
- おー!まい!ごっと!神様からの贈り物（配給）
- 青の光線（配給・宣伝）

2015年
- ライアの祈り（制作）

2018年
- ロッキンハートブレイカーズ（製作）

## Webコミック
- comicコロナ（2017年12月開設[8][9]）
- コロナEX（2022年4月開設[10]。ブックウォーカーがシステム・機能の開発を受託[11]）